# Anthony Lopes
Anthony Lopes (* 1. Oktober 1990 in Givors, Frankreich) ist ein französisch-portugiesischer Fußballtorwart.

## Karriere

### Verein
Lopes entstammt der Jugendakademie von Olympique Lyon. Für die Saison 2011/12 wurde er in die Profimannschaft befördert. Er machte im Halbfinale des französischen Pokals 2011/12 sein erstes Pflichtspiel. Seine Mannschaft ging mit einem 4:0-Auswärtssieg vom Platz. Später holte die Mannschaft den Pokal. Den französischen Supercup konnte Lopes als Ersatztorwart gewinnen. Die Titelverteidigung ging gegen den OGC Nizza mit 1:3 verloren; Lopes stand über die volle Spielzeit im Tor. Am 6. Dezember 2012 bestritt er seine erste internationale Partie für Lyon im letzten Spiel der Gruppenphase der UEFA Europa League 2012/13 gegen Hapoel Ironi Kirjat Schmona als der Gruppensieg schon feststand. Es blieb seine einzige internationale Partie in der Saison, in der Lyon im Sechzehntelfinale an Tottenham Hotspur scheiterte.
Als Dritter der Ligue 1 2012/13 trat Lyon in der folgenden Saison in der 3. Qualifikationsrunde der UEFA Champions League 2013/14 gegen den Grasshopper Club Zürich an und Lopes stand bei beiden 1:0-Siegen im Tor. In den Playoffs gegen Real Sociedad San Sebastián kassierte er zweimal zwei Tore, während seinen Mitspielern kein Tor gelang. Damit stieg Lyon in die Gruppenphase der UEFA Europa League 2013/14 ab. Hier stand er in den ersten drei Gruppenspielen im Tor und blieb dabei zweimal ohne Gegentor, verpasste dann aufgrund einer Rückenverletzung zwei Spiele, in denen er von Mathieu Gorgelin und Rémy Vercoutre, der vorherigen Nummer 1 bei Lyon vertreten wurde. Im letzten Gruppenspiel, in dem sich Lyon durch ein 2:1 gegen Vitória Guimarães den Gruppensieg sicherte, stand Lopes dann wieder im Tor. Die beiden Sechzehntelfinalspiele teilte er sich dann mit Vercoutre und beide blieben ohne Gegentor. Im Achtel- und Viertelfinale stand er dann in allen Spielen im Tor, wobei er nicht ohne Gegentor blieb und nach zwei Niederlagen gegen Juventus Turin mit Lyon ausschied. Auch in der Meisterschaft war er nun Stammtorhüter und kam in 32 von 38 Ligaspielen zum Einsatz und Vercoutre wechselte zur nächsten Saison nach Caen. Lyon musste sich am Ende aber mit dem fünften Platz begnügen.
Der fünfte Platz reichte Lyon für die Teilnahme an der Qualifikation zur UEFA Europa League 2014/15. Hier kam Lopes in vier Spielen zum Einsatz, konnte aber nur im letzten Spiel in Rumänien beim 1:0 gegen Astra Giurgiu sein Tor sauber halten, da Lyon aber das Heimspiel mit 1:2 verloren hatte, schieden die Lyoner aufgrund der Auswärtstorregel aus. Besser lief es in der Ligue 1 2014/15, in der er in allen 38 Spielen im Tor stand und 16-mal kein Gegentor zuließ. Am Ende sprang die Vizemeisterschaft und damit die Teilnahme an der UEFA Champions League heraus. Hier stand er in allen sechs Gruppenspielen im Tor, konnte aber nur im letzten Spiel gegen den FC Valencia beim einzigen Sieg sein Tor sauber halten. Als Gruppenletzte schieden die Lyoner aus. In der Meisterschaftssaison fehlte er verletzungsbedingt nur einmal und wurde von Gorgelin vertreten. In 13 Spielen blieb er ohne Gegentor und wurde am Ende wieder Vizemeister.
Auch in den folgenden Jahren blieb Lopes die unangefochtene Nummer eins im Tor von Olympique Lyon und absolvierte bis einschließlich der Saison 2023/24 nahezu durchgehend die meisten Pflichtspiele. In der Saison 2019/20 erreichte er mit Lyon das Halbfinale der UEFA Champions League, wo man dem FC Bayern München unterlag. In der Saison 2024/25 verlor er schließlich seinen Stammplatz an den Brasilianer Lucas Perri. Im Januar 2025 verließ Lopes den Verein nach über zwei Jahrzehnten und wechselte zum Ligakonkurrenten FC Nantes.

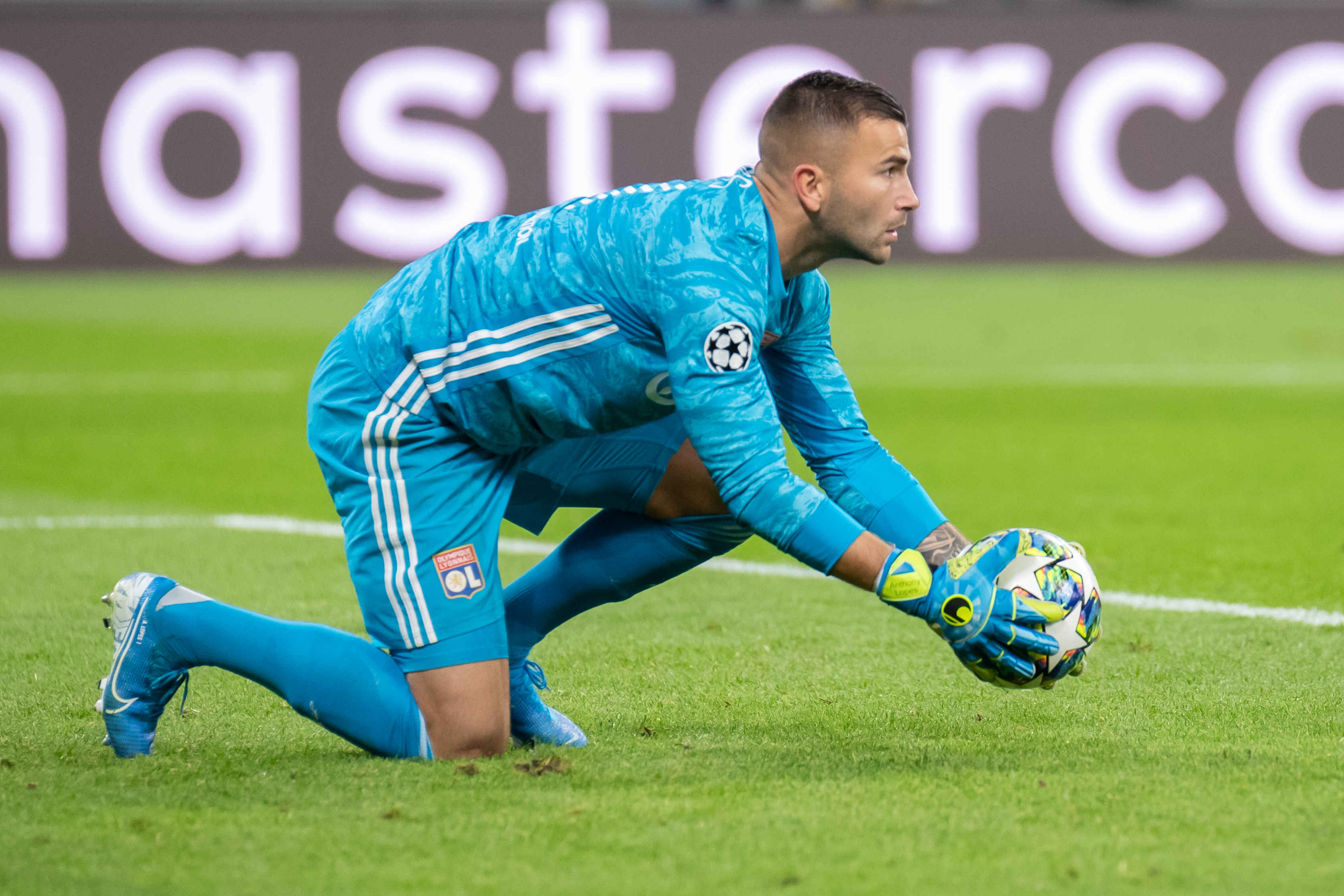
Anthony Lopes (2019)

### Nationalmannschaft
Lopes, dessen Mutter Französin und dessen Vater Portugiese ist, entschied sich früh für Portugal zu spielen und nahm im März 2007 mit der U-17-Mannschaft an der zweiten Qualifikationsrunde zur U-17-Europameisterschaft 2007 teil. Zwar blieb er in zwei Spielen ohne Gegentor und verlor kein Spiel, Island hatte gegen die anderen Gegner aber mehr Tore geschossen, so dass die Portugiesen ausschieden. Dabei traf er auch auf den Isländer Kolbeinn Sigþórsson, der anders als er neun Jahre später beim Spiel der Isländer bei der EM 2016 gegen Portugal zum Einsatz kommen sollte. Im November stand er dann im Tor der U-19 von Portugal, die an der ersten Qualifikationsrunde in seiner Heimat für die U-19-Europameisterschaft 2008 teilnahm. Mit Siegen gegen Andorra, Irland und Belarus qualifizierten sich die portugiesischen Junioren für die zweite Qualifikationsrunde im Mai 2008, an der er nicht teilnahm.
Am 1. September 2011 hütete er erfolgreich das Tor der U-21 beim ersten Spiel der Qualifikation für die U-21-EM 2013 gegen Moldawien. In den nächsten vier Spielen stand dann aber Mika Domingues im Tor. Lopes wurde dann für die letzten drei Spiele im Juni und September 2012 wieder ins Tor gestellt, in denen er zweimal kein Tor kassierte. Durch ein 2:2 gegen Albanien, bei dem er nicht im Tor stand, hatten die Portugiesen aber die Qualifikation für die Playoffs verspielt, die sie als fünftbester Gruppenzweiter verpassten.
Im September 2013 wurde er erstmals zu einem Spiel der A-Nationalmannschaft eingeladen, er saß beim 1:3 im Freundschaftsspiel am 11. September 2013 gegen Brasilien aber nur auf der Bank. In der Folge saß er noch bei weiteren Freundschafts- und WM-Qualifikationsspielen auf der Bank, wurde aber nicht für die WM nominiert. Auch bei der nach der WM begonnenen Qualifikation für die EM 2016 wurde er bei sechs Spielen als Ersatztorhüter nominiert.
Am 31. März 2015 debütierte er dann beim Freundschaftsspiel gegen die Kapverdischen Inseln (0:2) in der A-Nationalmannschaft, wobei er für 90 Minuten im Tor stand. Erfolgreicher verlief sein zweiter Einsatz im Freundschaftsspiel gegen Luxemburg am 17. November 2015, das mit 2:0 gewonnen wurde. Nachdem er im März und Mai 2016 erneut bei zwei Testspielen im Tor gestanden hatte, wurde er als Ersatztorwart in das portugiesische Aufgebot bei der Europameisterschaft 2016 aufgenommen. Im Turnierverlauf kam er aber nicht zum Einsatz. Portugal wurde durch einen 1:0-Finalsieg nach Verlängerung gegen Gastgeber Frankreich erstmals Europameister. Zur Europameisterschaft 2021 wurde er in den portugiesischen Kader berufen und schied mit diesem im Achtelfinale, gegen Belgien, aus.

## Erfolge
In der Nationalmannschaft
- Europameister: 2016

Im Verein
- Französischer Pokalsieger: 2012
- Französischer Supercupsieger: 2012